# برهان مظفر وانی
برهان مظفر وانی فرمانده گروه شبه نظامی کشمیری حزب المجاهدین بود که دارای کمپینی در رسانه‌های اجتماعی برای امداد رسانی در بین بخشی از جوانان کشمیری است. وی در تاریخ ۸ ژوئیه ۲۰۱۶ در درگیری با نیروهای امنیتی هند کشته شد.